# Aporum keithii
Aporum keithii é uma espécie de orquídea epífita de hábito pendente e flores pequenas, que habita a Tailândia.